# Виа Клавдия Августа
Виа Клавдия Августа (на латински: Via Claudia Augusta) е важен римски път, който свързвал река По в Северна Италия с Реция, територия в днешна Южна Германия.
Пътят е започат да се строи през 15 пр.н.е. от римския военачалник Нерон Клавдий Друз,
осиновен син на император Август.
Пътят започвал от крепостта „Submuntorium“ при Бургхьофен, южно от Мертинген, където близо до Дунав се свързвал с римския „Дунав-юг път“ (via iuxta danuvii), минавал през столицата на провинция Реция Аугсбург (Augusta Vindelicorum), след това минавал през Фюсен (Foetibus) и при Тренто (Tridentum) се разделял. Западната част при Верона стигал до По при Ostiglia (Hostilia), източната част през Фелтре стигала до Адриатическо море при Алтинум.